# Добрина (село)
Добрина̀ е село в Североизточна България. То се намира в община Провадия, Варненска област. Старото му име е Джиздар-кьой („село Крепостен пазач“).

## География
Селото е разположено в източното подножие на Провадийското плато, в Дунавската хълмиста равнина, на 126 м надм. височина. Отстои на 4 км източно от град Провадия.

## История

### Античност и Средновековие
Село Добрина има многовековна и богата история. Районът му е бил населяван още от античността. През 1961 – 62 г. на 3 км северно от селото е разкопан тракийски могилен некропол от VI – V в. пр.н.е., а южно от него има следи от светилище на Тракийския Херос (конник).
Има сведения, че днешното село е заселено през XV в. от българи преселници от Епир (днешна Гърция). Тогава селището се е разраснало и замогнало икономически, благодарение на развиващите се в него занаяти – главно медникарство.
Малко по-късно, през XVI-XVII в. село Добрина става център на голяма дубровнишка колония, членовете на която се занимавали с търговия и осъществявали връзки с градовете на Европа. Свидетелство за присъствието на дъбровничани е оцелялата, макар и в доста лошо състояние, каменна църква „Св. Теодор“.

### Османски период
През османския период селото е известно с името Джиздаркьой. С такова име се споменава и през 1573 г. в турски данъчен документ. Джиздаркьой е един от големите центрове на съсредоточаване на джелепкешани, по мащаби съперничещ на редица градове от тази част на Османската империя. Споменава се, че Джиздаркьой е населено с албанци. Тук през 1573 г. са регистрирани 37 джелепкешани, доставящи ежегодно 1255 овце. Приблизително толкова са доставяли заедно мюсюлманите и малкото евреи от съседния административен център Провадия. Ако се вземе предвид една пропорция, която дава на всяка доставена овца общо 10 притежавани, то би означавало, че овчите стада на селото са от 12 – 13 хиляди глави. Този брой обаче за тогавашните времена и производствени възможности е невероятен и обяснението е само едно – в Добрина, както и в градовете са били съсредоточени основно търговци и занаятчии, а не производители. Поради имуществения си статут и търговските си умения те са имали възможност да се регистрират в тази категория и да закупуват овце от други места. Сред записаните джелепкешани в това село има двама попове и редица занаятчии – железар, касап, двама терзии, абаджия, кюрекчия (кожар) и куюмджия (златар). Търговският обмен се извършвал най-вече на пазара в Провадия, където имало постоянно малобройна, но добре организирана дубровнишка търговска колония. В османотурския език названието Джиздар идва от персийския език, което в превод означава „пазители на крепостта“. Вероятно тогава още е бил запазен споменът за връзката на селото с близкия средновековен български град Овеч, който по времето на Второто българско царство е важно административно средище и митрополитски център.
Към нематериалното културно наследство на селото принадлежи запазеният обичай „Камилари“, възпроизвеждащ заселването в Добрина на родове, идващи от Мала Азия. Знае се, че добринци участват в едно малко известно въстание – Разградско-Провадийското от 1689 г.
Жителите на селото сериозно пострадват по време на кърджалийските размирици в края на XVIII началото на XIX в. В старата църква „Св. Теодор“ са открити множество кости – свидетелство за масово клане на населението при кърджалийските безчинства.
След Руско-турската война от 1828 – 1829 г., с отстъпването на руските войски, голяма част от жителите на селото се изселват. На тяхно място идват преселници от Старозагорско, Лозенградско и от другаде. Край Джиздар кьой са разположени английските военни части по време на Кримската война (1853 – 1856 г.). Интересен е фактът, че измежду многото гробове на английски войници има погребан и един генерал.
Интерес представлява и действащата църква „Св. Рождество Богородично“, която притежава забележителен иконостас, а в подземието ѝ има скривалище с кладенец.

### След Освобождението
Селското читалище „Васил Левски“ е основано през 1901 г. В него е подредена богата етнографска изложба.
С Решение № 144/08.12.1906 г. на Общински съвет - гр. Провадия, с. Джиздар-кьой е преименувано на с. Добрина.
През 1924 г. в с. Добрина заработва Варненската ученическа колония - ученици от варненските прогимназиални класове пребивават на 24-дневно летуване, като се възползват от добрите климатични условия на района.

## Население
Численост на населението според преброяванията през годините:
| \| Година на преброяване \| Численост \| \| --------------------- \| --------- \| \| 1934 \| 1252 \| \| 1946 \| 1267 \| \| 1956 \| 1171 \| \| 1965 \| 949 \| \| 1975 \| 833 \| \| 1985 \| 557 \| \| 1992 \| 470 \| \| 2001 \| 343 \| \| 2011 \| 232 \| \| 2021 \| 215 \| |           |
| Година на преброяване | Численост |
| 1934 | 1252      |
| 1946 | 1267      |
| 1956 | 1171      |
| 1965 | 949       |
| 1975 | 833       |
| 1985 | 557       |
| 1992 | 470       |
| 2001 | 343       |
| 2011 | 232       |
| 2021 | 215       |

### Етнически състав

#### Преброяване на населението през 2011 г.
Численост и дял на етническите групи според преброяването на населението през 2011 г.:
|                     | Численост | Дял (в %) |
| Общо                | 232       | 100.00    |
| Българи             | 208       | 89.65     |
| Турци               | ?         | ?         |
| Цигани              | 9         | 3.87      |
| Други               | ?         | ?         |
| Не се самоопределят | –         | –         |
| Неотговорили        | 2         | 0.86      |

## Църква
Църквата „Св. Теодор“ се намира в западния край на провадийското село Добрина.
Старинният храм е разположен в средата на малък двор, като е полувкопан в земята.
В архитектурно отношение черквата „Св. Теодор“ представлява еднокорабна, едноапсидна постройка, която обединява в един обем олтарно пространство, наос и нартекс (галерия). Общата ѝ дължина отвътре е 24,30 м, а ширината 6,38/6,68 м. Голямата, полукръгла отвътре (с диаметър 3,20 м) и тристенна отвън апсида, е обримчена отвътре с двустъпален синтрон. На източната стена има три ниши – по една от двете страни на апсидата, служещи за протезис и дяконикон, и една в средата ѝ. В центъра на апсидата стърчи каменен постамент за олтарната трапеза. Сградата е с полуцилиндричен свод, покрит с двускатен покрив с керемиди. Черквата има два входа – на западната и на южната стена. Градежът е от добре обработени варовикови блокове споени с хоросан. Дебелината на стените е 1,10 м.
Някога цялата вътрешност на църквата вероятно е била изписана със стенописи, но няма запазени.
На западната и южната стена, около входовете, в каменните блокове са издълбани графити с надписи на кирилица и с гръцки букви. Най-добре четим е един кирилски надпис на западната стена: „Андон Лавриот“. Датирането на графитите все още не е определено.
Старината е разчистена и частично реставрирана едва от преди няколко години. Поставен е нов покрив с керемиди.
Черквата „Св. Теодор“, както и старинната църква „Пресвета Богородица“, на чието място в началото на XIX в. е изградена днешната действаща селска църква, са били описани от Константин Иричек при пътуването му из България през 1884 г. По това време „Св. Теодор“ е била действаща, а „Пресвета Богородица“ в руинно състояние. Двете църкви имат приблизително еднакъв план, а изграждането им е отнесено към периода XVI-XVII в.
Някои специалисти свързват изграждането на „Св. Теодор“ с богатата дубровнишка колония, обитавала селището през Късното средновековие. Но след проведените тук археологически разкопки през 2006 г. с ръководител Снежана Горянова, изникват доста нови факти, хвърлящи светлина върху тъмната страна от историята на този храм. Неясностите отпадат още повече, след като археоложката Горянова открива в архива на Карел Шкорпил една снимка на църквата „Пресвета Богородица“. Черно-бялата фотография вероятно е направена през 1906 г., когато ученият посетил Джиздаркьой и описал двете старинни църкви. От снимката добре се вижда архитектурата на разрушената църква, която много приличала на тази на „Св. Теодор“, както и фрагменти от стенописи в апсидата – осем от църковните отци, съставляващи композицията „Поклонение на жертвата“. Освен това през 1884 г. К. Иричек споменава за наличието на гръцки надписи със стенописите, които още тогава били нечетими. Много е вероятно същата стенописна украса да е имала и „Св. Теодор“. Гореописаните факти накланят на тезата, че двете черкви в Добрина (включително „Св. Теодор“) са били храмове на православно християнско население. И по-точно това население, подобно на случая със село Арбанаси, е произхождало от преселници от западните краища на Балканския полуостров (Епир, Албания), някои изследователи го определят като население с албански произход (т.нар. арнаути). Не е случайна и приликата на църквата „Св. Теодор“ в архитектурно отношение с арбанашките църкви.
Въпреки немалкото изяснени въпроси, свързани с историята на този уникален паметник, все още има и доста такива нерешени. Само подновяване на проучванията би могло окончателно да разреши проблема.

## Културни и природни забележителности
- Каменна църква „Св. Теодор“ от 16 – 17 век, построена от дубровнишки търговци в дубровнишки стил  Архив на оригинала от 2005-12-04 в Wayback Machine.
- Действаща църква „Свето Рождество Богородично“, наподобяваща другата
- Читалище с етнографска изложба

## Личности
- Мишев, Григор Стамбов (7 август 1924 г. – 23 декември 2017 г.) – ръководител и създател на Сепаратистко движение „Добрина“
- Лятото на 2019 година група ТДК правят техният албум "успех" който записват във изоставено читалище във С. Добрина. Концепцията зад албума (специфично обложката) представлява историята на гореспоменатия "Григор Мишев" и болшевиките които са го сложили под заточение, след инцидента Григор не е проговорил до края на живота си. Групата визира селото като "Сепаратистка република Добрина", заедно със албума правят и късометражен документален филм за направата на албума. (линк към късометражния филм:https://www.youtube.com/watch?v=hjBx2thLM-M). Изпълнен със меланхолия, проекта "Успех" е един абсурдистки коментар/виждане над живота какъвто е бил тогава и какъвто е сега.